# Comuna Nova Vîjva, Stara Vîjivka
Nova Vîjva (în ucraineană Нова Вижва) este o comună în raionul Stara Vîjivka, regiunea Volînia, Ucraina, formată din satele Hotîvel, Nova Vîjva (reședința) și Rudka.

## Demografie
Componența lingvistică a satului Nova Vîjva
     Ucraineană (99,47%)
     Alte limbi (0,53%)
Conform recensământului din 2001, majoritatea populației satului Nova Vîjva era vorbitoare de ucraineană (99,47%), existând în minoritate și vorbitori de alte limbi.